# Encinacorba
Encinacorba es un municipio y localidad española de la provincia de Zaragoza, en la comunidad autónoma de Aragón. El término municipal, ubicado en la comarca del Campo de Cariñena, tiene una población de 182 habitantes (INE 2024).

## Geografía
A 7 km de Cariñena y al pie de la sierra de Algairén, se encuentra la emblemática localidad de Encinacorba, donde nació el afamado botánico Mariano Lagasca y Segura y el eminente bibliógrafo y cervantista Juan Antonio Pellicer. El municipio tiene un área de 36,74 km².

## Historia
Algo curioso es que Encinacorba perteneció a la Orden del Temple desde que, en 1176, se la donase el Obispo de Zaragoza con la condición de que repoblase el lugar de: " eclessiam de Lecina Curva, locum videlicet heremum situm in loco horroris et vaste solitudinis sed ut populetis et melioretis locum ipsum" algo que realizaron en marzo del año siguiente, otorgándole los fueros de Zaragoza. En 1317, tras la disolución del Temple, pasó a ser encomienda de la Orden de San Juan del Hospital, dependiente de la Castellanía de Amposta.
A mediados del siglo XIX, la villa tenía contabilizada una población de 789 habitantes. Aparece descrita en el séptimo volumen del Diccionario geográfico-estadístico-histórico de España y sus posesiones de Ultramar de Pascual Madoz de la siguiente manera:

ENCINACORBA: v. con ayunt. de la prov., aud. terr., c. g. y dióc. de Zaragoza (10 leg.), part. jud. y adm. de rent. de Daroca (6): sit. en una gran llanura que forma el campo de esta v., á la izq. del r. Huerba; la combaten principalmente los vientos del N.; su clima es saludable, siendo las enfermedades mas frecuentes dolores reumáticos: tiene sobre 120 casas, inclusa la del ayunt.; una fuerte y ant. prision con mina que baja á la fuente del pueblo, que está á la falda del monte, junto á la puerta de su nombre; un hospital sin uso; igl. parr. sit. al NO., en cuya mayor elevacion se hallan vestigios de un cast. con 6 torreones comprendido en el recinto de la v., y sobre uno de ellos la torre actual de la igl.; y un cementerio en parage ventilado sin que perjudique á la salud pública. En derredor de esta pobl. se descubren vestigios de muros, con diferentes torreones y 4 puertas con aspilleras, viseras y rastrillos, de los cuales se conserva la de San Roque al O., la de la Fuente al S. y la de las Eras-bajas al E. El térm. confina N. con Aguaron y Cariñena; E. Paniza; S. Villareal y Maynar, y O. Miedes. En su radio se encuentran algunos montes desp., y el resto del l. de San Gil, que hoy es pardina de este mismo pueblo, de Codos, Langa, Torralvilla y Mainar. El terreno, aunque escaso de aguas es fresco y de buena calidad; mantiene buenos viñedos, y seria tambien muy favorable al cultivo del olivo. Los caminos son locales: solo por el E. cruza la carretera real de Madrid. La correspondencia se recibe de Cariñena por un eacargado particular. prod.: trigo, centene, cebada, avena, escelente vino, aceite y hortalizas: sostiene ganado lanar y cabrio, y hay caza de liebres, conejos y perdices. ind.: la agrícola y un molino harinero llamado de la Hoz á 1 1/4 leg. del pueblo, frente la venta nueva en la carretera real. pobl.: 116 vec., 789 alm. cap. prod.: 1.778,903 rs. imp.: 108,600. contr.: 24,504.
(Madoz, 1847, p. 476)

## Demografía
Encinacorba cuenta con una población de 182 habitantes (INE 2024).
| Gráfica de evolución demográfica de Encinacorba entre 1842 y 2021                                                   |
| |
| Población de derecho según los censos de población del INE Población de hecho según los censos de población del INE |

## Economía
Se trata de una zona productora de vinos que se encuentra bajo la Denominación de Origen Cariñena.

## Administración y política
| Período   | Alcalde                     | Partido |  |
| --------- | --------------------------- | ------- |  |
| 1979-1983 | Jesús Casanova Ubide        | UCD     |  |
| 1983-1987 | Jesús Casanova Ubide        | PAR     |  |
| 1987-1991 | Jesús Casanova Ubide        | PAR     |  |
| 1991-1995 | José Ramón Arregui Auré     | PSOE    |  |
| 1995-1999 | Javier Gil Casanova         | PSOE    |  |
| 1999-2003 | Magdalena Gil Cucalon       | PP      |  |
| 2003-2007 | Luis Mateo Gasca Guillén    | PSOE    |  |
| 2007-2011 | Luis Mateo Gasca Guillén    | PSOE    |  |
| 2011-2015 | Jesús Martín Casanova Gasca | PP      |  |
| 2015-2019 | Jesús Martín Casanova Gasca | PP      |  |
| 2023-     | Belén Berdejo Guillén       | PSOE    |  |

| Partido político    | Partido político                                   | 2003   | 2007   | 2011   | 2015   |
| Partido político    | Partido político                                   | Ediles | Ediles | Ediles | Ediles |
|                     | Partido Popular de Aragón (PP)                     | 2      | 1      | 4      | 4      |
|                     | Partido de los Socialistas de Aragón (PSOE-Aragón) | 5      | 5      | 3      | 1      |
|                     | Chunta Aragonesista (CHA)                          | —      | 1      | —      | —      |
|                     | Partido Aragonés (PAR)                             | —      | —      | —      | —      |
| Total de concejales | Total de concejales                                | 7      | 7      | 7      | 5      |

## Lugares de interés
Uno de los monumentos más interesantes es la iglesia de Santa María. Corresponde al gótico-renacentista del siglo XVI,y está construida en ladrillo donde antes estuvo el palacio de los hospitalarios. En su interior, el coro está constituido por una verja barroca del siglo XVII. También conservan un órgano medieval restaurado en la actualidad, de importante valor histórico. Encontramos también una imagen de Cristo crucificado románico-gótico del siglo XIII; un retablo plateresco de la Virgen del Rosario y un lienzo del siglo XVII de San Francisco de Asís, y que es atribuido a Zurbarán; y una talla en alabastro de la Virgen del Mar, la patrona, con el Niño en brazos, datada en el siglo XIV. La torre es de planta cuadrada y conserva decoración mudéjar.
En el exterior, encontramos una galería de arcos típicamente aragoneses sobre una faja ornamental de estilo mudéjar.
Algunos de sus edificios conservan vestigios renacentistas con sus correspondientes arcos de medio punto de los siglos XVI y XVII. Algunas casas, construidas en ladrillo, conservan escudos de armas de piedra en sus fachadas, y presentan tres plantas: la entrada, enmarcada en un arco de medio punto dovelado; balcones en la planta noble y galerías de arco de medio punto, bajo el característico alero de madera, y sus correspondientes gárgolas.
Algo que resulta interesante es la fuente del siglo XVI que se entuentra frente a la puerta de Santa Cruz. Se trata de una construcción en piedra sillar en la que aparece la fecha 1610 sobre el pilón.
Dentro de esta misma época encontramos la Puerta de Santa Cruz como resultado de la antigua muralla que rodeaba a Encinacorba. Es un arco de medio punto construido en ladrillo que corresponde a la puerta sur.
A las afueras del pueblo se encuentra las ermitas de Santa Cruz y Santa Quiteria y el Humilladero o peirón dónde se halla la imagen de San Antón entre otros. Así como las ruinas del Castillo de Sinascueva.

## La Banda
La banda de música, centenaria fue fundada en 1880 por Ratia que, instalándose en el municipio, decidió formar una banda de música, reclutando a los que serían los futuros integrantes, que comenzaron las lecciones de solfeo y, posteriormente, las instrumentales. La presentación al público de la banda fue todo un éxito no solo dentro de este pueblo sino también en sus alrededores.
Posteriores a Ratia han dirigido la banda de música de este municipio: Sabino Gil Fierro, Luis Pérez del Coral, Juan Gasca Gil, Conrado Casanova Pardos, y José María Casanova Gracia.
En la actualidad la banda de música de Encinacorba está dirigida por León Casanova Rodrigo, profesor de clarinete y ex subdirector y exdirector en funciones de la Banda de Música de la Diputación Provincial de Zaragoza, durante los últimos años antes de su Jubilación.

## Fiestas
- Fiestas de La Virgen del Mar: Estas fiestas se celebran en honor a la patrona la Virgen del Mar y dan comienzo el miércoles anterior al primer jueves del mes de agosto y terminan el domingo siguiente. Durante estas se celebran actividades de las cuales forma parte todo el pueblo como son las vaquillas (en las que se realizan algunos juegos como el fútbol-vaca o la Puerta del Carmen), el toro de ronda, concurso de guiñote, disfraces, juegos infantiles, charanga, gymkhana, etc. Y el último día se celebra el día de la vaca dónde todo el pueblo se reúne en el pabellón para despedir las fiestas con una magnífica cena y espectáculo.
- Santa Cruz: Todas las peñas suben en romería a la ermita de Santa Cruz, el primer domingo de mayo, donde se celebra misa y se almuerza y come, normalmente, rancho, chorizo, chuletas... Por la tarde noche se disfruta de la orquesta y la disco móvil para los más jóvenes.
- 30 de mayo (día de la Virgen).

## Tradiciones
- Dance de la Virgen del Mar: El dance de Encinacorba data del año 1885. Se trata de un baile tradicional cuyos protagonistas, pastores, moros y cristianos, realizan, al son de la música, el "paloteo" y el revestimiento del palo con cintas.
- La "Bajadica de la Virgen": consiste en el acompañamiento a la Virgen del Mar, durante su descenso por la escalinata de espaldas, con un baile realizado por ocho danzantes del pueblo. Esta danza está incluida dentro de las ocho danzas de las que consta el Dance de Encinacorba cuyo origen data del siglo XIX y que además consta de una representación teatral que relata la venida de la Virgen del Mar.
- Romería en Santa Cruz. Se celebra el sábado de mayo más próximo al día de la Santa Cruz, señalado en el calendario el día 3 de mayo.